# جيمس توماس فولي
جيمس توماس فولي (بالإنجليزية: James Thomas Foley)‏ هو محامي وقاضي وضابط أمريكي، ولد في 9 يوليو 1910، وتوفي في 17 أغسطس 1990.